# ماوبو مسوويا
ماوبو مسوويا (بالإنجليزية: Maupo Msowoya)‏ (14 مايو 1982 ليلونغوي مالاوي - ) هو لاعب كرة قدم ملاوي، شارك في كأس الأمم الأفريقية 2010.

## روابط خارجية
- ماوبو مسوويا على موقع قاعدة بيانات كرة القدم.إي يو (الإنجليزية)
- ماوبو مسوويا على موقع ناشيونال فوتبول تيمز (الإنجليزية)